# Herman Strategier
Johan Herman Strategier (Arnhem, 10 augustus 1912 - Doorwerth, 26 oktober 1988) was een Nederlands componist, muziekpedagoog, dirigent en organist.

## Familie
Herman Strategier was de zoon van Joseph Hendrikus Augustinus Strategier en Jacoba Hendrica Herckenrath. Vader was niet alleen winkelbediende, maar ook recensent bij een van de plaatselijke dagbladen en organist aan de Sint-Walburgiskerk in Arnhem. Hijzelf was sinds 1938 getrouwd met Maria Dominica (Riet) Flipse. Zoon Felix Strategier was acteur en theatermaker. Michiel Strategier (nageslacht van Herman Strategier) heeft het talent in muziek geërfd en speelt ook in 2023 nog steeds piano en cello. Zijn beroep is pianostemmer. Michiels kleindochter Senne Roos Strategier ontwikkelt haar speeltalent op het gebied van de piano in de muziek-en-dansschool Heiloo, waar de naam Strategier tevens nog steeds bekend is onder de muziekdocenten. Ze wordt vaak teruggekoppeld naar haar overgrootvader. Een ander muzikaal kleinkind van Strategier is de harpist Godelieve Schrama, kind van dochter Lydwien Strategier en Nico Schrama.

## Levensloop

### Vroege periode
Bijna automatisch betekenden de werkzaamheden van zijn vader dat Herman na verloop van tijd hand-en-spandiensten bij het orgel ging verrichten (bladzijden omslaan, registreren), waardoor hij reeds op jeugdige leeftijd met het instrument vertrouwd raakte.
Zijn eerste muzieklessen kreeg Herman Strategier van plaatselijk musicus Jacobus Johannes Ruygrok. Nadat Strategier op 16-jarige leeftijd zijn HBS-diploma had behaald, meldde hij zich aan bij de RK Kerkmuziekschool Sint Caecilia  in Utrecht, een internaat dat enkele jaren eerder was opgericht. Op dit instituut, waar hij onder meer orgellessen volgde bij Hendrik Andriessen en muziektheorie bij Johan Winnubst, heerste een streng regime en werden aan de studenten hoge eisen gesteld. "Een instelling dus, die over het algemeen te idealistisch gedacht was. Maar als men wilde, kon men op de kerkmuziekschool ontzaglijk veel opsteken. Het nogal straffe rooster van het internaatsleven bood in ieder geval zo goed als geen afleiding. (...) Maar zonder twijfel spoorde het systeem aan tot hard werken", zou Strategier later zeggen. In 1932 sloot hij aldaar zijn studie af.
Na een verblijf van drie jaar in Nijmegen, waar Strategier aan de St.-Annakerk werkzaam was, volgde in 1935 een aanstelling als dirigent-organist aan de Sint-Walburgiskerk in zijn geboorteplaats, waar hij zijn vader opvolgde, die kort daarvoor was overleden. In deze kerk bouwde hij een nieuw repertoire op en leidde hij onder meer een uitvoering van de Missa in die festo van Alphons Diepenbrock. Hoewel hij reeds zelf leraar muziektheorie was aan de Arnhemse muziekschool, achtte hij het als aanstaand componist belangrijk zich nog verder te bekwamen. Daarom volgde hij vier jaar lang Hendrik Andriessens vormleer- en instrumentatielessen, die voor de ontwikkeling van zijn creatieve geest van het grootste belang zouden blijken te zijn.  
Waarschijnlijk leerde Strategier in 1938 Jan Mul kennen en niet veel later ook Albert de Klerk, beiden evenals hij sterk door Hendrik bezielde organisten en componisten, beiden eveneens werkzaam als kerkmusicus. Hun leven lang zouden zij bevriend blijven. Samen met muziek-kalligrafe Annie Bank richtten zij in de oorlogsjaren een clandestiene uitgeverij op waar iedereen die daarvoor belangstelling had liturgische muziek en orgelmuziek kon bestellen. In dezelfde periode nam hij gedurende enkele maanden de honneurs waar als orgeldocent aan de kerkmuziekschool toen Hendrik Andriessen door de Duitsers werd gegijzeld en naar het interneringskamp Sint-Michielsgestel werd overgebracht.
De aanval op Arnhem in september 1944 dwong Strategier met zijn jonge gezin de stad te verlaten. Terwijl de Sint-Walburgiskerk aan de vlammen ten prooi viel, vond hij uiteindelijk onderdak bij zijn vriend Jan Mul in Haarlem, over wie hij later zou zeggen dat men "zijn gulle gastvrijheid ook in zijn muziek kan terugvinden".

### Naoorlogse tijd
Na de oorlog was Strategier gedurende enkele jaren dirigent-organist van de St.-Jozefkerk in Zeist. In 1949 verwierf hij zich een belangrijke post: hij werd organist van de Sint-Catharinakathedraal in Utrecht. Hij volgde Hendrik Andriessen op, die al vanaf 1934 aan de kerk verbonden was, maar Utrecht nu zou verlaten. Strategier kreeg er de beschikking over een fraai Maarschalkerweerd-orgel, dat tien jaar eerder op voorstel van Hendrik Andriessen van een tweeklaviers instrument tot een orgel met drie manualen was omgevormd. Hij zou dit orgel tot 1963 bespelen. De traditie van de orgelimprovisaties, waar Hendrik Andriessen befaamd om was, werd met de komst van Strategier voortgezet. De Nederlandse muziekpublicist en componist Wouter Paap schrijft: "Zijn spel was minder gericht op een monumentale samenvatting dan wel op een meditatieve weerspiegeling van de gedachten, welke in de liturgie van de zondag worden overwogen. Hierin openbaarde zich een creatieve persoonlijkheid met een geheel eigen, ingekeerd, maar waakzaam en diep medelevend karakter." Naast bovengenoemde werkzaamheden was Strategier jarenlang docent muziektheorie aan enkele vakinstituten, met name van 1946 tot 1965 aan de R.K. Kerkmuziekschool St. Caecilia (later Nederlands Instituut voor Katholieke Kerkmuziek), waar hij vroeger zelf zijn opleiding had genoten, en aan de conservatoria van Rotterdam en Utrecht en het Instituut voor Muziekwetenschap van de Rijksuniversiteit Utrecht. Hij was daarin geen theoreticus pur sang, maar iemand die de theorie vanuit de praktijk goed kende en zijn kennis op een speelse, enthousiasmerende manier op zijn studenten wist over te dragen. Met velen van hen onderhield hij zijn leven lang contacten. In 1977 beëindigde hij zijn muziekpedagogische arbeid.
In Strategiers muzikale activiteiten deden zich tussen 1949 en 1959 geen grote wijzigingen voor. De eerste uitvoering begin 1956 van zijn Rembrandtcantate voor solisten, koor en orkest, geschreven in opdracht van de gemeente Leiden ter gelegenheid van het feit dat Rembrandt van Rijn 350 jaar eerder werd geboren, bracht daarin echter verandering. Na een grootse première door de verzamelde koren van de stad en het Utrechts Stedelijk Orkest onder leiding van de componist vroeg het Nederlands Madrigaalkoor in Leiden hem enkele jaren later de vaste dirigent te worden, wat hij tot 1973 zou blijven. Met dit semiprofessionele ensemble boekte Strategier veel successen; onder meer werkte hij in 1968 tijdens het Holland Festival samen met de Italiaanse componist en dirigent Bruno Maderna. Op zijn programma’s stonden werken van Giovanni Pierluigi da Palestrina, Jan Pieterszoon Sweelinck, Alphons Diepenbrock, Francis Poulenc en vele anderen, maar ook eigen composities. Eind 1963 klonk, wederom met medewerking van het Utrechts Stedelijk Orkest, kort na de moord op de Amerikaanse president John F. Kennedy, het Requiem van Maurice Duruflé (opus 9 uit 1947) tijdens een herdenkingsconcert dat door de Amerikaanse ambassadeur werd bijgewoond. Ook Strategiers eigen Requiem in memoriam matris et fratris uit 1961 werd verscheidene keren uitgevoerd, onder meer bij Dodenherdenkingen in Leiden en Utrecht.
Hoewel hij na zijn werkzaamheden aan de kathedraal in Utrecht geen vaste organistenbaan meer had, speelde hij nog regelmatig in een kleine kerk in Zeist, waar hij na zijn Utrechtse periode weer woonde. Ook na zijn verhuizing naar Doorwerth in de provincie Gelderland was hij niet meer officieel als actief kerkmusicus werkzaam, maar hij onderhield nauwe contacten met de trappistenabdij in Zundert, waarvoor hij vanaf 1980 veel componeerde en waar hij dikwijls kerkdiensten begeleidde. Daarnaast vond hij de gelegenheid om in opdracht nog enkele grote werken te schrijven. Op 26 oktober 1988 overleed Strategier na een ongeneeslijke ziekte in zijn slaap. Hij werd begraven op de RK Begraafplaats te Doorwerth.
Gedurende een groot aantal jaren nam Strategier in het Nederlandse muziekleven een vooraanstaande positie in, als kerkmusicus, als componist, als docent en als rijksgecommitteerde bij talloze muziekexamens. Tweemaal werd hij wegens zijn grote verdiensten onderscheiden: in 1968 tot Ridder in de Orde van Oranje-Nassau en in 1973 tot Ridder in de Orde van Sint-Gregorius de Grote.

## Oeuvre
Strategier componeerde dagelijks en zijn oeuvre is veelzijdig: er zijn zo'n 400 werken voor de meest uiteenlopende bezettingen en genres, veelal in opdracht geschreven. Als componist werd hij, evenals zijn vrienden Jan Mul en Albert de Klerk, allereerst sterk beïnvloed door de monumentale stijl van Hendrik Andriessen, die in de katholieke kerkmuziek een krachtig tegengeluid had laten horen tegenover de in Nederland nog sterk heersende stijl van het neo-palestrijnse caecilianisme (de 19e-eeuwse kerkmuzikale vernieuwingsbeweging) en het laatromantische Duitse idioom. Daarnaast vertoont de muziek van deze drie jonge componisten in de melodievorming en vele modale wendingen volop de invloed van het gregoriaans, terwijl dankzij hun vertrouwdheid met renaissance- en barokmuziek hun meerstemmigheid rijkelijk is voorzien van polyfone technieken zoals de motetstijl en canons. Ten slotte zijn ze allen sterk geïnspireerd door de muziek van componisten als Fauré, Debussy en Ravel. Bij Strategier, die een grote bewondering voor Fauré had en diens werken veelvuldig speelde, leidden deze invloeden uiteindelijk tot een speelse, makkelijk toegankelijke muziek, een doorzichtig lijnenspel met een soepele stemvoering vanwaaruit als vanzelfsprekend een fijnzinnige harmoniek ontstond.

### Kerkmuziek
Strategier was in de allereerste plaats een rooms-katholiek kerkmusicus. Vanaf zijn studiejaren tot aan zijn vertrek uit de Utrechtse kathedraal in 1963 was hij zeer intensief bij de kerkmuziek betrokken, als organist, dirigent en componist. De omschakeling van de Latijnse liturgie naar de Nederlandse liturgie halverwege de jaren zestig werd door hem niet met veel enthousiasme ontvangen. Hij zei erover: "Het gregoriaans wordt van tafel geveegd terwijl er een liedjes-cultuur voor in de plaats komt." Maar zonder zijn kerkmuzikale basis te verloochenen, voelde hij zich geleidelijk steeds beter thuis in de vernieuwde liturgie en de daarmee verbonden nieuwe opvattingen omtrent functionaliteit en rolverdeling, die na het Tweede Vaticaans Concilie zo sterk afweken van wat hij tot dan toe gepraktiseerd had. Ook raakte hij steeds meer vertrouwd met het Nederlands als kerktaal, met alle consequenties die deze taal had voor de verhouding woord-toon en de daarbij behorende melodievorming. Strategier gebruikte geestelijke teksten van een groot aantal Nederlandse dichters, onder anderen Gabriël Smit, Guillaume van der Graft, Michel van der Plas, Gerard Wijdeveld en Jacques Schreurs. Ook zette hij regelmatig teksten van Guido Gezelle op muziek en in Zundert ten slotte was het vooral de psalmvertaling van Ida Gerhardt en Marie van der Zeyde die voor hem een bron van inspiratie was.
Strategiers oeuvrelijst bevat een groot aantal meerstemmige Latijnse en Nederlandse missen en motetten, een- of meerstemmige psalmbewerkingen, geestelijke liederen en andere religieuze composities, zowel a capella als met orgel- of pianobegeleiding of met andere instrumentale combinaties. Dikwijls zijn de werken in opdracht geschreven. Hoogtepunten zijn de Cantica pro tempore natali, de zogenaamde O-antifonen, voor gemengd koor a capella uit 1953, de Missa Cathedralis voor achtstemmig koor en orgel, die in 1961 in de Utrechtse kathedraal in première ging, en de bovenvermelde uitvoering van het Requiem in memoriam matris et fratris (1961). In het bijzonder moet worden genoemd de Missa Trium Puerorum (1942), de "mis van de drie jongelingen" Albert de Klerk, Herman Strategier en Jan Mul, die zij hun geestelijke vader Hendrik Andriessen bij zijn vijftigste verjaardag aanboden; Strategier componeerde het Gloria. In 1972 ontstond ter nagedachtenis aan Jan Mul het werk Mors Responsura, in memoriam fratris spiritualis Jan Mul (1972) voor sopraan, alt, vierstemmig gemengd koor en orkest. Verder nemen de vele fijnzinnige eenstemmige gezangen met orgelbegeleiding, die Strategier vanaf 1980 voor de abdij van Zundert componeerde, een bijzondere plaats in.

### Wereldlijke muziek
Niet alleen uit de kerkmuziek, ook uit de tientallen liederen en koorwerken op wereldlijke teksten blijkt Strategiers directe binding met de muziekpraktijk; veel werken zijn in opdracht ontstaan of bedoeld voor de amateuristische muziekbeoefening. Hij gebruikte hiervoor teksten van schrijvers als Hendrik van Veldeke, Joost van den Vondel, Jacobus Revius of recenter Jan Campert en Anton van Duinkerken. Soms zijn de werken gebaseerd op andere historische bronnen, zoals de Rembrandtcantate (1956) of Aula novis gaudet (1988). Daarnaast heeft Strategier een sterke voorkeur voor lichtvoetige teksten als die van De Schoolmeester, Daan Zonderland of C. Buddingh'. Belangrijke werken zijn de vaak gezongen Trois Chansons voor gemengd koor a capella, het grote oratorium Koning Swentibold voor declamatie, solisten, gemengd koor, eenstemmig kinderkoor en orkest op tekst van Jacques Schreurs, gecomponeerd in 1948 in opdracht van de KRO en het gemeentebestuur van Maastricht ter gelegenheid van het gouden regeringsjubileum van koningin Wilhelmina. Daarnaast kan worden genoemd de Arnhemse Psalm voor solisten, declamatie, vierstemmig gemengd koor en orkest op tekst van Jan Engelman uit 1955, die Strategier tien jaar na de Slag om Arnhem in opdracht van de gemeente Arnhem componeerde en waarvan hij de eerste uitvoering leidde, en Zoo Buddingh zoo voor bariton, gemengd koor en orkest op tekst van C. Buddingh' uit 1970.
Opvallend vaak maakte Strategier meerstemmige bewerkingen van zowel Nederlandse, Franse, Engelse als Italiaanse volksliederen. Veelal gaat het opnieuw om lichtvoetige geestige werkjes. In dat kader passen ook de vele bewerkingen voor zangstem en piano die Strategier samen met Albert de Klerk en Jan Mul schreef, in 1946 uitgegeven onder de titel Ons Volkslied. Eveneens moeten de vele kerstliedbewerkingen worden genoemd.

### Orgelwerken
Hoewel Strategier orgel studeerde, heeft hij nooit een uitgebreide concertpraktijk gehad of geambieerd. Hij achtte het belangrijker als organist of dirigent in een kerk te functioneren, hij voelde zich veeleer kerkmusicus dan concerterend organist. Toch schreef hij ook een groot aantal orgelcomposities, variërend van eenvoudige werken voor de beginnende student tot veeleisende werken voor de orgelvirtuoos.
In 1935 ontstonden de fijnzinnige Eerste Passacaglia en het grillige Toccata, in 1936 de Triosonate. Het eerste orgelwerk waarmee Strategier naar buiten trad, was zijn Preludium, Intermezzo en Thema met variaties uit 1937. In dit orgelwerk maar vooral in de Tweede Passacaglia uit 1939 klinkt duidelijk de invloed door van Hendrik Andriessen. Daarnaast componeerde hij Chaconne (1955), Thirty short Inventions (in 1962 in Amerika gepubliceerd) en in 1975 zijn grootste orgelwerk, het driedelige Voluntary for a cathedral organ. Dit veeleisende stuk vormt een synthese van Strategiers orgeloeuvre, waarin alle elementen uit eerdere werken ruimschoots terug te vinden zijn.

### Pianowerken
Strategier speelde veel piano en componeerde graag voor het instrument. Tussen 1930, het jaar van zijn eerste pianowerkje, en 1988 ontstond met een grote regelmaat een reeks werken, waarin net als bij zijn orgelwerken amateurs en beroepspianisten in gelijke mate aan hun trekken komen. In de vroege jaren schreef hij drie suites, respectievelijk in 1933, 1937 en 1945. De Suite uit 1945 voor quatre-mains werd geschreven in het laatste jaar van de oorlog, toen Strategier zich te Haarlem bevond, de verschillende delen zijn opgedragen aan vrienden die hem in het laatste oorlogsjaar geholpen hebben door de moeilijke periode na zijn vlucht uit Arnhem heen te komen. Later bewerkte Strategier het werk voor orkest, zoals hij met meer werken uit zijn beginperiode als componist deed. Opnieuw komt Strategiers voorkeur voor variatiereeksen naar voren in Tema con variazioni voor vierhandig piano (1952), in variaties die hij in opdracht van de VARA schreef over enkele sinterklaasliedjes, in Tema con variazioni per la mano sinistra (1959), een bijzondere reeks die werd opgedragen aan de pianist Cor de Groot, die ten gevolge van een blessure geruime tijd zijn rechterhand niet kon gebruiken. Tot de meest geslaagde werken in Strategiers oeuvre behoren de Zes Etuden (1974) en Zes Preludes (1986). Als curiosum mag nog worden genoemd de Variaties over ‘Altijd is kortjakje ziek’ voor zeshandig piano (z.j.).

### Kamermuziek
Voor veel verschillende bezettingen heeft Strategier werken geschreven. Hij kende nauwelijks beperkingen, allerlei instrumentencombinaties komen voor, van sonates voor soloinstrumenten met piano tot accordeonstukken, van koperensembles en harpsolo’s tot blokfluit- of gitaarduetten. Precies zoals bij zijn orgel- en pianowerken gaat het dikwijls om werken van bescheiden omvang, die hij ook als zodanig aanduidde: Vier muziekjes voor viool en piano (1937), Kleine suite voor twee sopraanblokfluiten (1957), Partita piccola voor twee sopraanblokfluiten en een altblokfluit (1960), Suite miniature voor fluit, viool, altviool, cello en piano (1964), Klein trio voor viool, cello en piano (1974) of Drie miniaturen voor fluit (1985). Strategier is gewoonlijk niet de componist van het grote gebaar maar eerder van fijnzinnig geconcipieerde miniaturen. Hij schreef, zoals Bernard Kahmann het uitdrukte, muziek om mensen gelukkig te maken, "musique pour faire plaisir" zoals een van zijn orkestwerken is getiteld. In het bijzonder moeten nog worden genoemd de Sonata da Camera voor fluit, hobo (Engelse hoorn), viool, altviool, cello en piano (1978), die Strategier bij de 85e verjaardag van Hendrik Andriessen schreef voor het Gemini Ensemble, en de Five pieces voor harp uit 1986, opgedragen aan zijn kleindochter Godelieve Schrama.

### Orkestmuziek
Reeds vroeg voelde Strategier zich aangetrokken tot het schrijven voor orkest. Daarvan getuigen zijn Allegro moderato uit 1935 en de Drie dansen uit hetzelfde jaar. Regelmatig werkte hij in zijn eerste jaren eigen piano- en orgelwerken om voor orkest teneinde een nog grotere kleurenrijkdom te creëren dan die welke hij al jaren van zijn orgel kende. Zo ontstonden uit zijn Passacaglia voor orgel (1939) de Introduzione e passacaglia voor orkest (1940) en uit de Suite voor vierhandig piano (1945) de Haarlem-suite (1947). Ook stelde hij van tijd tot tijd suites voor orkest samen uit zijn grote koorwerken: in 1945 al de Ramiro-suite, in 1956 de Turandot-suite en enkele jaren later de Ballet-suite bij het muzisch spel Bosschage (1960).
In 1952 eerden de drie vrienden Albert de Klerk, Jan Mul en Herman Strategier hun leraar Hendrik Andriessen bij zijn 60e verjaardag. Zoals ze hem tien jaar eerder gezamenlijk hun Missa Trium Puerorum aanboden, verrasten zij hem nu met orkestwerken: Mul schreef El sombrerito de tres picos, De Klerk een Cantabile en Strategier zijn Hommage à Andriessen.
In dezelfde tijd ontstonden de Partita in modi antichi voor amateurorkest, enkele KRO-opdrachten en de Intrada sinfonica (1954), vaak door Strategier zelf gedirigeerd. Voor de KRO schreef hij parafrases en variaties over bekende volksliederen of kerstliederen, en ook werd hem gevraagd muziek te schrijven bij hoorspelen, of een werk voor accordeonorkest. Het fanfareorkest voorzag hij eveneens rijkelijk van repertoire: Mouvements Symphoniques (1958), Fanfare-ouverture (1961), Fanfaronnade (1971) en Introductie, Arietta, Finale (1980).

### Concerten
De lijst opent opnieuw met een herinstrumentatie van een eigen compositie, Drie stukken voor hobo en strijkorkest (1940), die oorspronkelijk in 1937 voor hobo en strijkkwartet of piano waren bedoeld. Daarna volgden de concerten elkaar snel op: een fluitconcert (1943), voor de pianist Gérard van Blerk een pianoconcert (1947), een klarinetconcert (1950). In veel van deze concerten traden bekende solisten op, de begeleiding werd vaak verzorgd door het Utrechts Stedelijk Orkest onder leiding van Paul Hupperts.
Na de hoorspelmuziek bij Aladin’s Lamp voor piano en klein orkest, in opdracht van de KRO geschreven in 1947 en opnieuw een reeks variaties, en de Kadullen-variaties voor fluit, fagot en strijkorkest (1958) ontstonden onder meer nog concerten voor accordeon (1969) en bassethoorn (1981) en een Suite voor de bijzondere bezetting van beiaard en harmonieorkest (1965). In 1972 en 1976 schreef Strategier nog enkele werken voor beiaardsolo.

### Declamatoria
Herhaaldelijk liet Strategier in zijn grote werken declamatie een belangrijke rol spelen. In enkele composities komt er zelfs uitsluitend gesproken tekst voor, die in de begeleiding muzikaal wordt geïllustreerd. In de Ballade van de merel voor declamatie en orkest (1936) had Strategier bij Andriessen al een vroeg voorbeeld gehoord. Reeds in 1938 schreef hij zijn declamatorium Muziek bij den Proloog van het ‘Passiespel’ voor spreekstem, twee violen en piano op tekst van Louis Frequin. Enkele jaren later volgde de beroemde Rey van Edelingen uit ‘Gijsbrecht van Amstel’ voor spreekstem en piano op tekst van Joost van den Vondel. Ook in 1950 en 1952 componeerde hij dergelijke werken. Misschien vormden deze werken weer een inspiratiebron voor Albert de Klerk, die in 1956 zijn enige declamatorium De lof van mijn man voor spreekstem en orgel schreef op tekst van Michel van der Plas.

### Educatieve werken
Als docent schreef Strategier kooroefeningen en, in opdracht van de Staatsexamens Muziek waarbij hij jarenlang betrokken was, tientallen solfèges. Juist in deze beknopte werkjes laat Strategier zien dat hij een waar kunstenaar is: altijd wint de geïnspireerde muzikant het van de strenge docent.

## Lijst van werken

### Missen
A capella
- 1934 - Missa brevis voor SATTB[3]
- 1938 - Missa Vox Sponsae voor SATTBB
- 1943 - Missa Sine Nomine I voor SSA of TTB

Met orgelbegeleiding
- 1936 - Missa Pro Gratiarum Actione voor SA of TB en orgel
- 1941 - Missa Simplex voor STB en orgel
- 1942 - Missa Trium Puerorum voor STB en orgel – ‘Gloria’ door Herman Strategier
- 1944 - Missa Tibi Laus voor SA of TB en orgel
- 1947 - Missa Custos Domini voor SATTBB en orgel
- 1953 - Missa Caritas Benigna est voor SA of TB en orgel
- 1953 - Missa Bonum est confiteri Domino voor STB en orgel
- 1959 - Mass in honor of the Holy Ghost voor SATB en orgel
- 1960 - Missa Cathedralis voor SSAATTBB en orgel
- 1962 - Missa Sine Nomine II voor SATB en 2tr-2trb-orgel of orgel alleen
- 1964 - Missa Simplex II voor SA of TB en orgel
- 1970 - Bernardusmis voor een- tot tweestemmig koor, eventueel volkszang en orgel (Nederlands)
- 1971 - Petrusmis voor een- tot tweestemmig koor, eventueel volkszang en orgel (Nederlands)
- 1973 - Goede Herder Mis voor SATB en orgel (Nederlands)
- 1978 - Mis van Dankzegging met eenstemmige gezangen voor cantor (koor), volk en orgel door verschillende componisten (2 delen door Herman Strategier)
- 1982 - Mis voor de zondagen in de Advent en Veertigdagentijd voor eenstemmig koor en orgel (Nederlands)
- 1983 - ‘Eer aan God’ bij de ‘Mis voor de zondagen in de Advent en Veertigdagentijd’ voor eenstemmig koor en orgel
- 1982 - Regina Pacis Mis voor eenstemmig koor en orgel (Nederlands)
- 1984 - Sint Catharinamis voor SATB, volkszang en orgel (Nederlands)
- 1987 - Missa Fons amoris voor SSA en orgel
- 1988 - Missa Ultima voor eenstemmig mannenkoor en orgel

### Vocale werken op geestelijke teksten
A capella
- 1931 - O sacrum convivium voor SATB
- 1932 - Ave Maria voor SATTB
- 1934 - Er is een Lam dat bloedt voor SATB
- 1934 - Fidelis servus et prudens voor SATB
- 1939 - Ave Maria voor SSA of TTB
- 1939 - Tantum ergo voor SSA of TTB
- 1939 - Sint Michiel – eenstemmige melodie
- 1939 - Marialiedje – eenstemmige melodie
- 1944 - Pater noster voor SSA of TTB
- 1945 - Gebed bij de bevrijding ‘Heer, zegen Gij ons dierbaar vaderland’ voor SATB of TTBB
- 1953 - Cantica pro tempore natali I Prope es tu, Domine voor SATB
- 1953 - Cantica pro tempore natali II Revelabitur gloria Domini voor gemengd koor
- 195/6 - Hoe leit dit Kindeke voor SATB of TTBB
- 1957 - Hymnarium – Nederlandse hymnen op oude en nieuwe melodieën. Vijf eenstemmige melodieën.
- 1958 - Hymnus Vespertinum ‘Te lucis ante terminum’ voor SATB
- 1958 - Hymnus Matutinum ‘Iam lucis orto sidere’ voor SATB
- 1959 - O Specus felix voor SATB
- 1960 - Psalm 21 voor SAT/B
- 1962 - Drie motetten voor SSATB
- 1964 - Psalmus 100 ‘Jubilate Deo’ voor SATB
- 1968 - Pater noster II voor SATB
- 1968 - Dit is de dag, die de Heer heeft gemaakt (‘Zingt God de Heer’)
- 1969 - In quacumque die voor SSA of TTB
- 1974 - Graduale ‘Verheugd was ik’ voor SATB
- 1976 - Salzburgisches Weihnachtslied ‘Still, still, still’ voor SATB
- 1977 - Rorate coeli desuper voor SATB
- 1988 - Een lied voor Allerheiligen voor SATB
- z.j. - Twee motetten - 1. Tantum ergo voor TTBB; 2. Et incarnatus est voor SATB
- z.j. - Regina coeli voor SATB
- z.j. - O Here, hoor naar mij voor SATB

A capella voor de Abdij Maria Toevlucht te Zundert (vanaf 1979)
- z.j. - Completen openingsvers – ‘Heer, laat mij niet alleen. Mijn God, blijf niet verre van mij’ – eenstemmig
- z.j. - Onze Vader – Magnificat-antifonen – Acclamatie als slotantwoord op de voorbeden – Openingsvers voor de avonddienst van zaterdagavond en de zes vastenweken - eenstemmig
- z.j. - Doxologie ‘Door Hem en met Hem en in Hem’ – eenstemmig
- z.j. - Openingsvers – ‘Vervuld is mijn mond van Uw lof’ – Acclamaties na de consecratie 1. Door dit brood en deze beker verkondigen wij Uw dood; 2. Heer Jezus, wij verkondigen Uw dood. – eenstemmig
- z.j. - Acclamatie Goede Vrijdag – ‘Heer Jezus, zoon van David, ontferm U over ons’ – eenstemmig
- z.j. - Litanie Allerheiligen – eenstemmig
- z.j. - Bedezang voor het eten + dankzang na het eten – eenstemmig

Met orgel- of pianobegeleiding
- 1934 - Haec est praeclarum vas voor drie gelijke stemmen en orgel
- 1938 - Muziek bij ‘De Priester’ voor spreekstemmen, kinderkoor (2de stem ad libitum) en piano
- 1938 - Proprium Dominica XX post Pentecosten voor drie gelijke stemmen en orgel
- 1939 - Vier Maria-antifonen voor SATB en orgel
- 1939 - Paaslied ‘Staakt uw rouwen, Magdalene’ voor zangstem en piano
- 1939 - Driekoningenliedje voor zangstem en piano
- 1939 - Twee vredesliederen voor zangstem en piano
- 1940? - Bruiloftslied voor ...?
- 1941 - Proprium Dominica XXIII post Pentecosten voor SA of TB en orgel
- 1941 - Vier Maria-antifonen voor unisono en orgel
- 1943 - Introitus ‘Adeamus’ (in festo B.M.V. omnium gratiarum mediatricis) voor eenstemmig koor en orgel
- 1943 - Proprium Dominica III post Epiphaniam voor SA en orgel
- 1943 - Twee liederen voor zangstem en piano (orgel)
- 1943 - Sancta Maria (Magnificat-antifoon uit de Maria-Vespers) voor SATB koor en orgel
- 1944 - St. Aagten Lied voor zangstem en orgel
- 1944 - Tantum ergo voor SA en orgel
- 1945 - Gebed bij de bevrijding ‘Heer, zegen Gij ons dierbaar vaderland’ voor zangstem en piano
- 1946 - God groet U Coninghinne met mezzo-sopraan en piano of orgel
- 1946 - Priesterlied voor twee- tot drie gelijke stemmen en orgel (piano)
- 1946 - Twee liederen voor zangstem en orgel
- 1946 - Magnificat voor SSA of TTB en orgel
- 1946 - Lied bij de Kribbe voor zangstem en orgel (piano)
- 1947 - Ridder Joris met uw speer (St. Jorislied) voor zangstem en piano
- 1947 - Lauda Sion voor SATB en orgel
- 1947 - Ave admirabile Cor Jesu voor SSA of TTB en orgel
- 1948 - Misdienaarslied ‘Serviam’ voor zangstem en orgel
- 1948 - Cantica Festiva voor SATB en orgel
- 1949 - Confitebor tibi Domine voor SATB en orgel
- 1949 - Bewerking van twee Franse kerstliederen voor zangstem en piano
- 1950 - In dulci jubilo voor zangstem en piano of orgel – bijlage Mens en Melodie
- 1953 - Paaslied ‘Maria heeft met vreugde haar kind aanschouwd’ voor zangstem en orgel
- 1954 - Two Hymns voor zangstem en orgel
- 1957 - Bewerking ‘Sankt Gabriel’ voor SATB en orgel
- 1957 - Liederen voor de Advent voor zangstem en orgel
- 1957 - Lied voor het feest van Kerkwijding: ‘Naar ’t hemelse Jeruzalem’ voor zangstem en orgel
- 1957 - De Zoon van alle eeuwigheid voor zangstem en orgel
- 1959 - ‘Alleluia’, geestelijke Liederen voor zangstem en orgel
- 1959 - Ave amoenissimus Dei Paradisus voor SSA en orgel
- 1960 - Een lied over de Apocalyps ‘Mij roept een stem’ voor SAT/B en orgel
- 1961 - De twaalfjarige in de tempel voor zangstem en orgel of piano
- 1964 - Intredelied voor de nachtmis ‘God sprak tot mij’ voor zangstem en orgel, voor SA en SATB en orgel of SATB a capella
- 1964 - Bruiloftslied voor zangstem en orgel
- 1965 - Wij zijn Gods kudde voor zangstem (eventueel SATB) en orgel
- 1967 - Motetten voor de Paastijd voor SATB en orgel
- 1967 - Het was een maged uitverkoren voor SA of TB en orgel
- 1967 - Er is een roos ontsprongen (‘Ontloken is de roze’) voor wisselende bezettingen
- 1967 - Gij zijt in glans verschenen voor wisselende bezettingen
- 1970 - Drie liederen voor een- tot vierstemmig koor en orgel
- 1970 - Tussenzang ‘Alleluia, laat ons Uw barmhartigheid zien’ voor koor, volkszang en orgel
- 1972 - Hymne voor St. Theresia voor zangstem en orgel
- 1972 - Hymne voor St. Jan van het Kruis voor zangstem en orgel
- 1972 - Acclamaties en Onze Vader voor zangstem en orgel
- 1973 - Twee liederen voor zangstem en orgel
- 1975 - Ps. 98 Alle einden der aarde (Tussenzang voor de kersttijd) voor cantor, SATB, volkszang en orgel
- 1978 - Ps. 96 Vrede zij U, halleluja, zoals de Vader mij gezonden heeft voor cantor, eenstemmig koor, volkszang en orgel
- 1978 - Ps. 115 Ik ben de verrijzenis en het leven voor cantor, eenstemmig koor, volkszang en orgel
- 1978 - Ps. 122 Vrede zij U, halleluja, Ik ben het, wil niet vrezen voor cantor, eenstemmig koor, volkszang en orgel
- 1978 - Ps. 31 Wees mij, Heer, tot een onneembare rots voor cantor, SATB, volkszang en orgel
- 1978 - Ps. 25 Tot U, Heer, stijgt mijn verlangen voor cantor, SATB, volkszang en orgel
- 1978 - Ps. 145 De Heer is voor wie hem aanroept nabij voor cantor, SATB, volkszang en orgel
- 1979 - Lied ‘Dank de Heer’ voor zangstem en orgel
- 1979 - Lied ‘Juicht, volk van God’ voor zangstem en orgel
- 1979 - Lied ‘Smaakt en schouwt’ voor zangstem en orgel
- 1979 - Lied ‘Zingt voor God’ voor zangstem en orgel
- 1979 - Wisselende gezangen voor het Liturgisch Jaar voor cantor, eenstemmig koor en orgel
- 1981 - Ps. 71 Gij zijt mijn beschermer voor cantor, SAB, volkszang en orgel
- 1981 - Ps. 46 God is ons een toevlucht voor cantor, SAB, volkszang en orgel
- 1981 - Hymne Pange lingua couplet 5 en 6: ‘Eren wij dan diep gebogen’ en ‘Ere zij aan God’ voor zangstem en orgel
- 1982 - Vier liederen voor zangstem en orgel
- 1983 - Psalmus 136 Confitemini voor SATB en orgel
- 1983 - Twee Liederen bij Joh. 6 voor zangstem en orgel
- 1984 - Broodliederen voor zangstem en orgel
- 1984 - Het mooiste geschenk voor kinderstem(men) en orgel
- 1985 - Gloria laus – ‘Driewerf een gloria voor wie in hoge staat’ voor zangstem en orgel
- 1988 - Drie kleine liederen voor zang en piano
- z.j. - Sedebit Dominus, Rex in aeternum’ voor SATB en orgel
- z.j. - Drie kerstliederen voor SA en orgel (piano)
- z.j. - Communielied voor ...?
- z.j. - Missielied – melodie met pianobegeleiding
- z.j. - Vier Kerstliederen (door verschillende componisten) – het lied ‘Hij is van een Maagd geboren’ voor ...?
- z.j. - Lied 'Singhet ende weset vro' voor ...? 16 liederen van verschillende aard met muziek van Han van Koert, Herman Strategier, Wouter Paap en C. v.d. Peet SCJ

Met orgel- en pianobegeleiding voor de Abdij Maria Toevlucht te Zundert (vanaf 1979)
- 1979 - Wees gegroet, o koninginne voor zangstem en orgel
- 1980 - Uit angst en nood voor zangstem en orgel
- 1980 - Gij stondt en badt met uitgestrekte armen voor zangstem en orgel
- 1980 - Completenlied voor de Paastijd ‘O Vader, U zij lof gebracht’ voor zangstem en orgel
- 1980 - Lied op alle heiligen ‘O Christus, eerstgeborene’ voor zangstem en orgel
- 1980 - O Sion, sier uw tempel op voor zangstem en orgel
- 1980 - Lied aan het licht ‘Licht dat ons aanstoot in de morgen’ voor zangstem en orgel
- 1980 - O Heer, laat mij niet alleen (Ps. 38) voor zangstem en orgel
- 1980 - Hymne voor de Completen ‘O Heer, verberg U niet voor mij’ voor zangstem en orgel
- 1980 - Ps. 134 Thans zegent de Heer voor zangstem en orgel
- 1980 - O Christus, licht en dageraad voor zangstem en orgel
- 1980 - Kapittel: Gij zijt toch in ons midden, o Heer I voor zangstem en orgel
- 1980 - Kapittel: Gij zijt toch in ons midden, o Heer II voor zangstem en orgel
- 1981 - Hymne van de drie jongelingen – ‘Geprezen zijt Gij Heer, de God van onze Vaderen’ voor zangstem en orgel
- 1981 - Onze Vader voor zangstem en orgel
- 1982 - Proprium voor Pinksteren voor zangstem en orgel
- 1982 - Drie liederen voor zangstem en orgel
- 1982 - Proprium voor Pasen voor zangstem en orgel
- 1983 - Proprium voor Hemelvaart voor zangstem en orgel
- 1984 - Proprium Openbaring des Heren voor zangstem en orgel
- 1985 - Zeven liederen voor zangstem en orgel
- 1985 - Proprium Allerheiligen voor zangstem en orgel
- 1985 - De O-antifonen voor zangstem en orgel
- 1985 - Proprium Opdracht van de Heer voor zangstem en orgel
- 1987 - Proprium Uitvaartliturgie voor zangstem en orgel
- 1987 - Proprium Maria tenhemelopneming voor zangstem en orgel
- 1987 - Proprium Feest Moeder Gods (1 januari) voor zangstem en orgel
- 1987 - Proprium Kerkwijding voor zangstem en orgel
- z.j. - Proprium voor Kerstmis voor zangstem en orgel
- z.j. - Proprium Palmzondag voor zangstem en orgel
- z.j. - Tweede tussenzang na het Exodusverhaal – ‘De Heer zal zijn volk van de dood bevrijden’
- z.j. - Allen, die het heil van God verwachten voor zangstem en orgel
- z.j. - Witte Donderdag: ‘Gedenken wij dankbaar de daden des Heren’ voor zangstem en orgel

Met andere instrumentale begeleiding
- 1938 - Stabat mater voor sopraan, vrouwenkoor en klein orkest
- 1939 - Vier Maria-antifonen voor SATB en fl-kl-fg
- 1939 - Stabat mater voor sopraan, SATB en orkest
- 1945 - Bewerking ‘In een huis daar woonde niemand in’ voor twee zangstemmen en drie melodie-instrumenten
- 1946 - Psalm 76 voor TTBB en orkest
- 1946 - Bewerking van twee kerstliederen voor zangstem en twee melodie-instrumenten
- 1946 - Bewerking ‘Vroolijk Herders, komt vrij binnen’ voor zangstem en twee melodie-instrumenten – bijlage Mens en Melodie
- 1947 - Wi willen heden vrolyc syn (St. Franciscuslied) voor één zangstem en twee melodie-instrumenten – de begeleidende melodie-instrumenten kunnen violen of (blok)fluiten zijn
- 1949 - Magnificat voor SSA of TTB met fluit en strijkorkest
- 1950 - In dulci jubilo voor zangstem en vier melodie-instrumenten – bijlage Mens en Melodie
- 1951 - Septem Cantica, vier Maria-antifonen en drie Cantica voor de 23e zondag na Pinksteren, voor één stem (mezzo-sopraan) en klein orkest
- 1952 - O herders, laat uw bokskens en schapen voor zangstem en drie melodie-instrumenten – bijlage Mens en Melodie
- 1953 - Psalm 118 voor bariton of mezzo-sopraan en orkest
- 1956 - Drie Kerstliederen voor vocale solisten en klein orkest (fl-hb-cl-fg-trp-hrn-hrp-clav)
- 1961 - Requiem in memoriam matris et fratris voor SAT/B en orkest
- 1962 - Psalmus 150 voor SATB en harmonieorkest
- 1964 - Twee bewerkingen voor zangstem en 3 trompetten en twee trombones
- 1967 - Te Deum voor sopraan, alt, SATB en orkest
- 1968 - Psalm 98 ‘De Heer regeert’ voor SATB en harmonieorkest
- 1971 - Psalm 103 voor sopraan, SATB en orkest
- 1972 - Mors Responsura, in memoriam fratris spiritualis Jan Mul voor sopraan, alt, SATB en orkest
- 1973 - Gij zijt in glans verschenen voor zangstem en harp
- 1981 - Psalm 148 Laudate Dominum de coelis voor sopraan, SATB, hobo en orgel
- 1983 - Psalmus 136 Confitemini voor SATB en koperkwartet
- 1984 - Hazerswoude voor SATB en orkest
- z.j. - Antiphonae finalis BMV: Alma redemptoris mater + Ave Regina coelorum voor SATB en orkest
- z.j. - Zes kerstliederen voor zangstem, trompet en orgel (piano)

### Vocale werken op wereldlijke teksten
A capella
- 1939 - Vier canons
- 1946 - Drinckliedt op de Pekelharingh voor TTBB
- 1946 - Vastenavondcanon voor drie stemmen
- 1948 - Vier volksliedbewerkingen voor SATB (nr. 1 t/m 3) en TTBB (nr. 4)
- 1948 - Bruiloftslied – ontleend aan de Rey van Burghzaten uit ‘Gijsbrecht van Aemstel’ voor SATB
- 1954 - Vijf Nederlandse Volksliederen voor TTBB
- 1959 - Optimistisch Lied voor SATB
- 1959 - Twee bewerkingen voor TTBB - 1. Slaet op den trommele; 2. Gelukkig is het land
- 1964 - Twee bewerkingen voor SAB of SATB - 1. Auprès de ma blonde; 2. En 's Avonds
- 1965 - Trois Chansons voor gemengd koor - 1. Les compagnons de la Marjolaine - voor SATB; 2. Me promenant un matin - voor SATB; 3. En revenant de Versailles - voor SSATB
- 1965 - De aap voor SATB
- 1966 - Duo Carmina voor vrouwenkoor
- 1966 - Des winters als het regent voor TTBB
- 1970 - Ma fille veux-tu un bouquet? voor SSAA
- 1972 - Winternacht voor SATB
- 1973 - Drie koorzettingen - 1. En zoekt ge U zelven - voor SAT/B; 2. Wederwijven - voor SAT/B; 3.Bing-bang-bong voor SSA
- 1976 - Voorburg voor SATB
- 1977 - Op het ontvangen van nieuwen haring voor SATB
- 1978 - De ezel voor SATB
- 1978 - De gelukkige minnaar voor SATB
- 1980 - Op het overlijden van Claude Bernart (organist te Deventer) voor SATB
- 1981 - Epitaph voor SATB
- 1985 - De waterlelie voor SATB (The Waterlilly (1990) voor SATB)

Met pianobegeleiding
- 1932? - Gedichtje van Sint Niklaas voor zangstem en piano
- 1935 - Drie Minneliedjes voor zangstem en piano
- 1937 - Die eerste vreucht die ic ghewon voor alt en piano
- 1941 - Ai, meisjes, zoekt een nobel man voor zangstem (en piano?)
- 1945 - Vier drinkliederen voor bariton en piano
- 1947 - Ons Lied voor zangstem en piano
- 1948 - Oranje May-lied voor zangstem en piano – bijlage Mens en Melodie
- 1950 - ‘Mijn liefste liedjes’ – de beste oude kinderrijmpjes voor zang en piano in eenvoudige zetting (33 liedjes)
- 1952 - De krekel op de harp voor zangstem en piano
- 1952 - Vijf Veldeken-liederen voor middelhoge zangstem en piano
- 1953 - Deux chansons voor SSA en piano - 1. Par un matin s'est levée; 2, Il était une fillette
- 1958 - Muziek bij Klein Droomspel voor meisjesstemmen en piano
- 1966 - De stad, De Mens, Het Lied voor TTBB en piano
- 1986 - Viva la Musica voor diverse koren en piano (5 delen)
- 1988 - Twee bijenliederen voor mezzo-sopraan en piano
- z.j. - Chanson d’Automne voor zangstem en piano
- z.j. - Twee liedbewerkingen voor SA en piano - 1. J'ai du bon tabac (oud-Frans chanson); 2. Robin Adair (oud-Schotse ballade)

Met andere instrumentale begeleiding
- 1939 - Li-la-hei in Mei voor zangstem en viool, fluit of hobo
- 1942/4 - Don Ramiro, ballade voor sopraan, bariton, TTBB en orkest
- 1945 - Vier drinkliederen voor bariton en klein orkest
- 1947 - Van der Mollenfeeste (een oude ballade van den dood) voor SATB en klein orkest
- 1948 - Koning Swentibold (oratorium) voor twee sopranen, twee tenoren, twee baritons, declamatie, SATB, eenstemmig kinderkoor en orkest
- 1949 - Vijf liedbewerkingen voor diverse vocalisten en klein orkest
- 1949 - Tien Bewerkingen Italiaanse liedjes voor diverse vocalisten en klein orkest
- 1949 - Tien Bewerkingen Franse bergerettes voor diverse vocalisten en klein orkest
- 1950 - Nederlandse folkloristische muziek I voor wisselende vocale/instrumentale ensembles
- 1952 - Vijf Veldeken-liederen voor middelhoge zangstem en klein instrumentaal ensemble
- 1953 - Deux chansons voor SSA en strijkorkest - 1. Par un matin s'est levée; 2. Il était une fillette
- 1954 - Muziek bij Roda, spel over Rolduc voor bariton en harp-fl-hb-c.ingl-cl-fg
- 1955 - Arnhemse Psalm voor mannenspreekstem, sopraan, bariton, SATB en orkest
- 1956 - Muziek bij 'De drie raadsels' voor SATB en orkest
- 1956 - Rembrandtcantate voor alt, bariton, SATB en orkest. Tekst: oorkonden betreffende de schilder, levensbeschrijvingen uit de 17de eeuw en gedichten.
- 1957 - Partita Argentea voor middenstem, 2 fl-vi-vc-piano vierhandig
- 1958 - De Muzen voor meisjeskoor, piano en slagwerk
- 1959 - Twee liederen – bijlage Mens en Melodie
- 1960 - Bosschage, een stad in de seizoenen (muzisch spel) voor spreekstem, twee sopranen, bariton en orkest
- 1963 - Nederlandse folkloristische muziek II voor wisselende ensembles
- 1965 - Petite Suite Burlesque voor kinderkoor en accordeonorkest
- 1966 - De maagd van Wognum (ballade) voor bariton, SATB en orkest
- 1966 - Plaîsanterie over enkele zeeliedjes voor SATB, eventueel community singing en orkest
- 1966 - Zeven liedbewerkingen voor wisselende vocale/instrumentale ensembles
- 1967 - Vier liedbewerkingen voor wisselende vocale/instrumentale ensembles
- 1967 - Een gracie voor SATB, hobo, klarinet en fagot
- 1969 - Colloquia familiaria voor sopraan, SATB koor en strijkorkest
- 1970 - Zoo Buddingh zoo voor bariton, SATB en orkest
- 1970 - Een vermakelijck liedeken voor SATB en harmonieorkest
- 1979 - De hond voor tweestemmig kinderkoor en instrumenten in variabele bezetting
- 1980 - Op den Ed. Jr. Jacob van Eik (op het deftig uitbeelden van zijn Fluiten Lust-hof) voor SA, twee fluiten en orgel (of piano)
- 1980 - Aan Constantinus Huygens (hebbende hem daechs te vooren hooren speelen en singen op syn luyt) voor mezzo-sopraan en luit
- 1981 - Hasseltsch Meilied voor SATB en orkest
- 1983 - Lof van Walcheren voor sopraan, alt, tenor, bas, SATB en orkest
- 1984 - Rembrandtiana voor TTBB, koperkwintet en orgel
- 1984 - Hazerswoude voor SATB en orkest
- 1986 - Viva la Musica voor diverse koren en orkest (5 delen)
- 1988 - Aula novis gaudet voor SATB en klein orkest
- 1988 - Twee bijenliederen voor mezzo-sopraan en strijkkwartet

### Werken voor orgel
Solo
- 1935 - Eerste Passacaglia
- 1935 - Toccata
- 1936 - Triosonate
- 1937 - Preludium, intermezzo en thema met variaties
- 1939 - Tweede Passacaglia
- 1944 - Ritornello capriccioso
- 1945 - Drie kleine trio’s
- 1951 - Toccatina [oorspronkelijke titel: Kleine toccata]
- 1955 - Chaconne
- 1962 - Thirty short Inventions
- 1969 - Preludium, Inventio, Trio
- 1975 - Naamvariaties over Maarten Vente [ook voor klavecimbel]
- 1975 - Naam-thema met variaties
- 1975 - Voluntary for a cathedral organ
- 1979 - Priamel e Ricercare
- 1985 - Partita over gezang 273 Heer herinner U de namen
- 1985 - Orgelboek bij de 491 gezangen, 11 voorspelen, intonaties en zettingen voor orgel

Met zelfstandige orgeldelen
- 1967 - Voorspel bij Er is een roos ontsprongen (‘Ontloken is de roze’)
- 1967 - Voorspel bij Gij zijt in glans verschenen
- 1968 - Voorspel bij Heer laat uw woord ons leiden 1
- 1968 - Voorspel bij Nu is de dag ten einde 1
- 1968 - Voorspel bij Lam Gods dat zo onschuldig/Ich bin’s, ich sollte büssen 1
- 1970 - Intermezzo bij Bernardus-mis

1 De voorspelen bij deze liederen zijn aan elkaar gelijk. Het voorspel bij Nu is de dag ten einde staat in F gr.t., de andere twee in G gr.t.

### Werken voor piano
- 1932 - Drie fuga’s
- 1933 - Petite Suite pour le piano
- 1934 - Vijf miniaturen
- 1937 - Suite
- 1938 - Acht Danswijsjes
- 1945 - Suite voor vierhandig piano
- 1946 - Pavane-Gaillarde-Pavane
- 1948 - Sonate
- 1950 - Bagatella
- 1951 - Sonatine I
- 1951 - Capriccio
- 1952 - Tema con variazioni voor vierhandig piano
- 1952 - Variaties over ‘Daar wordt aan de deur geklopt’
- 1953 - Rondino
- 1953 - Variaties over St. Nicolaasliedje ‘O kom er eens kijken’
- 1954 - Elegie
- 1954 - Kleine Pastorale ‘t Is geboren ’t Godlijk Kind
- 1958 - Sonatine II
- 1958 - Speelstukje
- 1958 - Aquarium
- 1959 - Tema con variazioni per la mano sinistra
- 1964 - Variaties over een oud Frans Kerstlied ‘Tous les Bourgeois de Châtres’ – bijlage Mens en Melodie
- 1973 - Quatre pièces brèves voor vierhandig piano
- 1974 - Drie Speelmuziekjes [andere titel: Three Miniatures]
- 1974 - Zes Etuden
- 1974 - Divertimento [oorspronkelijk voor clavichord] – bijlage bij Mens en Melodie
- 1986 - Zes Preludes
- 1987 - Drie werken
- z.j. - Variaties over ‘Altijd is kortjakje ziek’ voor zeshandig piano (Thema en twee variaties)

### Werken voor beiaard
- 1972 - Klokmuziek
- 1976 - Suite Felix

### Kamermuziek
- 1936 - Strijkkwartet nr. 3
- 1937 - Sonatine voor viool en piano
- 1937 - Vier muziekjes voor viool en piano
- 1937 - Drie stukken voor hobo en strijkkwartet of piano
- 1950 - Muziek bij Christus Koning voor fl-hb-cl-fg-vi1-vi2-va-vc
- 1951 - Sextet voor fl-hb-kl-fg-hoorn-piano
- 1954 - Impromptu voor viool en piano
- 1955 - Muziek bij De Perzen van Aeschylos voor fl-hb(cl)-fg-slagwerk
- 1956 - Impromptu I voor fl-kl-hrp-piano-strijkkwintet
- 1957 - Impromptu II voor fl/picc-kl-hrp-piano-strijkkwintet
- 1957 - Kleine Suite voor twee sopraanblokfluiten
- 1957 - Twee trio’s voor drie sopraanblokfluiten
- 1958 - Twee liedbewerkingen voor koperkwartet - 1. Alleluia den blijden toon; 2. Laat ons nu blij zijn
- 1959 - Speelmuziek I – II voor accordeon
- 1960 - Klein scherzo voor viool en piano
- 1960 - Partita piccola voor twee sopraanblokfluiten en een altblokfluit
- 1962 - Suite voor harp
- 1963 - Twintig etudes voor accordeon
- 1963 - Drie sonatines voor accordeon
- 1964 - Suite miniature voor fl-vl-va-vc-piano – bewerking van vijf delen uit Acht Danswijsjes voor piano
- 1964 - Impromptu III voor fl-vl-va-vc-piano
- 1968 - Kwartet voor fl-vl-va-vc
- 1968 - Bruiloftsmuziek I en II voor sopraanblokfluit, altblokfluit, dwarsfluit en clarinet
- 1969 - Tien korte stukken voor een of twee gitaren
- 1970 - Intrada voor 2 twee trompetten, hoorn en trombone
- 1970 - Drie werken voor altblokfluit, cello en piano - 1. Tranquillo; 2. Allegretto; 3. Alla Marcia
- 1973 - Allegretto voor viool en piano
- 1974 - Klein trio voor viool, violoncello en piano
- 1978 - Sonata da Camera voor fl-hb (eng.hrn)-vl-va-vc-piano
- 1978 - Two sketches voor vier bamboefluiten of vier blokfluiten
- 1979 - 2 x 5 = 10 voor kleine harp. 1. Molto tranquillo; 2. Allegretto.
- 1980 - Klein Scherzo voor fluit, violoncello en orgel
- 1985 - Drie miniaturen voor fluit
- 1986 - Klein trio voor drie melodie-instrumenten
- 1986 - Five pieces for Harp
- z.j. - Kwartet voor twee blokfluiten, viool en cello

### Werken voor orkest
- 1935 - Drie dansen
- 1936 - Allegro moderato. Allegro moderato – Adagio – Allegro moderato (da capo)
- 1937 - Divertimento voor vier houtblazers en strijkorkest
- 1940 - Introduzione e Passacaglia
- 1941 - Symfonie nr. 0
- 1945 - Ramiro-suite
- 1947 - Haarlem-suite
- 1948 - Scherzo
- 1949 - Symfonie nr. 1
- 1949 - Dans voor schoolorkest
- 1950 - Musique pour faire plaisir voor strijkorkest
- 1950 - Nederlandse folkloristische muziek I voor wisselende vocale/instrumentale ensembles (delen 1 en 7)
- 1951 - Praeludium en Fuga
- 1952 - Symfonie nr. 2
- 1952 - Hommage à Andriessen
- 1953 - Valeriusliederen voor klein orkest
- 1953 - Zeven variaties op het Vlaamse volksliedje Des winters als het regent voor orkest en SATB ad lib. – Variatie 3 (uitsluitend orkest) door Herman Strategier
- 1954 - Allegro giocoso (alla marcia)
- 1954 - Intrada sinfonica
- 1954 - Partita in modi antichi voor (amateur)orkest
- 1954 - Muziek bij streekklankbeelden over Friesland
- 1955 - Rondo giocoso
- 1955 - Feestelijke NCRV-wals
- 1955 - Muziek bij Macbeth voor blazers en slagwerk
- 1956 - Rapsodia elegiaca
- 1956 - De drie raadsels – Turandot-suite
- 1957 - Parafrase over 18de-eeuws Frans danslied Tambourin voor klein orkest
- 1957 - Enkele variaties over Auprès de ma blonde voor klein orkest
- 1957 - Variaties over Il est né le Divin Enfant voor klein orkest
- 1958 - Marche scherzando voor klein orkest
- 1959 - Symfoniëtta voor schoolorkest
- 1960 - Ballet-suite uit ‘De Bosschage, een stad in de seizoenen’
- 1962 - Kleine Rhapsodie
- 1963 - Nederlandse folkloristische muziek II voor wisselende ensembles (deel 1, 2, 3, 10 en 13)
- 1966 - Zeven liedbewerkingen voor wisselende vocale/instrumentale ensembles (deel 6)
- 1969 - Musica festiva
- 1976 - Intrada festiva
- 1978 - Sonatine
- 1983 - Divertissement voor accordeonorkest
- 1983 - Cassation voor blazers, harp, celesta en slagwerk

### Werken voor solo-instrument(en) en orkest
- 1940 - Drie stukken voor hobo en strijkorkest
- 1943 - Concert voor dwarsfluit en orkest
- 1947 - Concerto voor piano en orkest
- 1950 - Concertino per clarinetto e orchestra
- 1952/3 - Muziek bij Aladin’s Lamp voor piano en klein orkest
- 1958 - Kadullen-variaties voor fluit, fagot en strijkorkest
- 1960 - Triptiek voor klarinet en harmonieorkest
- 1965 - Suite voor beiaard en harmonieorkest
- 1969 - Concert voor accordeon en orkest
- 1970 - Concertante Speelmuziek voor fluit, fagot en orkest
- 1981 - Concert voor bassethoorn en klein orkest

### Werken voor harmonie- of fanfareorkest
- 1958 - Mouvements Symphoniques voor fanfareorkest
- 1960 - Triptiek voor klarinet en harmonieorkest
- 1961 - Fanfare-ouverture voor fanfareorkest
- 1962 - Psalmus 150 voor koor en harmonieorkest
- 1965 - Suite voor beiaard en harmonieorkest
- 1968 - Psalm 98 ‘De Heer regeert’ voor SATB en harmonieorkest
- 1970 - Een vermakelijck liedeken voor SATB en harmonieorkest
- 1971 - Fanfaronnade voor fanfareorkest
- 1980 - Introductie, Arietta, Finale voor fanfareorkest

### Werken met declamatie
- 1938 - Muziek bij den proloog van het ‘Passiespel’ voor spreekstem, twee violen en piano
- 1940? - Ave Rex Christus (Christus Koning lied), declamatorium voor de jeugd
- 1943 - Rey van Edelingen uit ‘Gijsbrecht van Amstel’ voor spreekstem en piano
- 1950 - Variaties op een misverstand voor declamatie en twee piano’s
- 1952 - Henric van Veldeken, declamatorium voor bariton (tevens spreekstem), mannenspreekstem, vrouwenspreekstem en orkest
- z.j. - Tijl Uilenspiegel – zangspel door S. Franke
- z.j. - Van Witje, Wilde en Winde – een vrolijk avontuurlijk toneelspel door B. Gyselen
- z.j. - Thomasvaer en Pieternel – spel van W. Snitker (alleen slotlied door Herman Strategier)
- z.j. - De groote Wet – sprookje door Joh.S.C. Nieuwland (pianobegeleiding bij twee liederen van Jan Nieland)
- z.j. - Willem van den molenaar – het spel van den jongen die van zijn fiets afviel door W. Snitker

### Werken ten behoeve van onderwijs en koren
- 1961 - Tien solfège-sets in opdracht van de Rijksinspectie Muziekonderwijs
- 1962 - Tien solfège-sets in opdracht van de Rijksinspectie Muziekonderwijs
- 1964 - Dertien solfège-sets in opdracht van de Rijksinspectie Muziekonderwijs
- 1965 - Vijftien solfège-sets in opdracht van de Rijksinspectie Muziekonderwijs
- 1966 - Tien solfège-sets in opdracht van de Rijksinspectie Muziekonderwijs
- 1966 - Vijf solfège-sets in opdracht van de Rijksinspectie Muziekonderwijs
- 1967 - Vijftien solfège-sets in opdracht van de Rijksinspectie Muziekonderwijs
- 1968 - Vijftien solfège-sets in opdracht van de Rijksinspectie Muziekonderwijs
- 1969 - Twintig solfège-sets in opdracht van de Rijksinspectie Muziekonderwijs
- 1976 - Vijftien solfège-sets in opdracht van de Rijksinspectie Muziekonderwijs
- 1977 - Tien solfège-sets in opdracht van de Rijksinspectie Muziekonderwijs
- 1979 - Tien solfège-sets in opdracht van de Rijksinspectie Muziekonderwijs
- 1979 - Zeven solfège-sets in opdracht van de Rijksinspectie Muziekonderwijs
- 1980 - Tien solfège-sets in opdracht van de Rijksinspectie Muziekonderwijs

### Volksliederen: bewerkingen en harmonisaties
- 1943 - Ons volkslied – drie banden Nederlandsche liederen uit Noord en Zuid: om te spelen en te zingen. Bewerkt door Albert de Klerk, Jan Mul en Herman Strategier. Met versieringen van Frans Mandos Tzn. Voor zangstem en piano – vrije bewerkingen.

### Diversen
- 1976 - Thema’s Nationaal Improvisaties Concours Bolsward (koraalthema; fugathema; suggestie voor toccata)
- 1985? - Twee driestemmige canons (zonder tekst)
- 1986 - Uitwerking becijfering van de Sonates voor viool en continuo opus 2 nr. 6 en van opus 2 nr. 8 van Carlo Tessarini (1690-1766)

N.B. Herman Strategier richtte beide sonates in voor hobo en continuo.
z.j. - Zonder titel – compositie voor piano of orgel manualiter (29 maten)

## Eerbetoon
Een van zijn leerlingen was Nico Schrama. Die studeerde tevens aan het Nederlands Instituut voor Kerkmuziek in Utrecht en het Haags conservatorium. Hij was enkele jaren directeur van Stedelijk Muziekschool Breda en werd promotor van het werk van zijn leermeester, al dan niet via de Herman Strategier Stichting. Voorts schreef hij samen met Lourens Stuifbergen Musique pour faire plaisir; Leven en werk van Herman Strategier (2013).
- Bibsys: 11055187
- Bibliothèque nationale de France: cb148312920 (data)
- CiNii: DA1290818X
- Digitale Bibliotheek voor de Nederlandse Letteren: stra071
- Gemeinsame Normdatei: 1046872729
- International Standard Name Identifier: 0000 0000 8099 3356
- Library of Congress Control Number: n79072785
- MusicBrainz: e2d8e04a-39d3-413f-8aa2-4554b2e10986
- Nationale Bibliotheek van Israël: 987007352951305171
- Nederlandse Thesaurus van Auteursnamen: 068303491
- Réseau des bibliothèques de Suisse occidentale: 02-A003868828
- Système universitaire de documentation: 22456465X
- Virtual International Authority File: 19947286
- WorldCat: E39PBJbH43BkXXp7yPBywbyTpP